# Matt Busby
Pour les articles homonymes, voir Busby.
Sir Alexander Matthew Busby, dit Matt Busby, né le 26 mai 1909 à Bellshill et mort le 20 janvier 1994, était un footballeur puis entraîneur écossais. Il était commandeur de l'Ordre de l'Empire britannique (CBE) en 1958.
Évoluant au poste d'ailier droit, il commence sa carrière professionnelle à Manchester City avec lequel il remporte une Coupe d'Angleterre. Après huit ans chez les Citizens, il rejoint Liverpool où il termine sa carrière au début de la Seconde Guerre mondiale. Il se voit alors offrir un poste d'entraîneur adjoint à Liverpool, mais le club ne souhaite pas lui laisser les commandes de l'équipe première. Busby accède donc au poste d'entraîneur, alors vacant, à Manchester United.
Il entraîne durant près de vingt-cinq ans, entre 1945 et 1969, le club mancunien et remporte treize trophées avec celui-ci dont la Coupe des clubs champions européens en 1968 et cinq titres de champion d'Angleterre. Il est considéré comme l'un des meilleurs entraîneurs de tous les temps. Seul Alex Ferguson dépasse les records et statistiques établis par Busby à Manchester United.

## Biographie

### Jeunesse
Busby naît dans la ville minière de Belshill dans le North Lanarkshire, en Écosse, de migrants lituaniens nommés Alexander et Nellie Busby. À sa naissance, le docteur chargé de l'accouchement de la mère de Matt déclare qu'« un footballeur est arrivé dans cette maison aujourd'hui ». Le père de Busby est mineur lorsqu'on l'appelle pour servir durant la Première Guerre mondiale et meurt par un tir de sniper le 23 avril 1917 lors de la Bataille d'Arras. Trois de ses oncles meurent en France avec le Cameron Highlanders. La mère de Busby élève ainsi seule Matt et ses trois sœurs, dans une tradition catholique, jusqu'à son mariage avec Harry Matthie en 1919.
Busby accompagne régulièrement son beau-père dans les mines mais son rêve est de devenir footballeur. Dans son autobiographie écrite en 1973 Busby se décrit comme un enfant fou de football, au même titre que les autres garçons de Bellshill. Il ajoute que les joueurs Alex James et Hughie Gallacher l'impressionnent et l’inspirent fortement durant son enfance.
Busby est en passe d'oublier son rêve de devenir un grand joueur lorsque sa mère demande à émigrer aux États-Unis. Pendant la durée nécessaire à l'obtention des papiers, la famille reste en Écosse et Busby travaille à temps plein dans une mine de charbon et joue à temps partiel dans la modeste équipe de Denny Hibbs. Il est finalement recruté par Manchester City, en 1928, tout prêt, alors, d'une promotion en First Division.

### Busby joueur
Le 11 février 1928, alors qu'il est âgé de 18 ans, Busby signe un contrat d'un an avec le club de Manchester City et touche 5 £ par semaine, avec la possibilité pour lui de quitter le club si sa mère souhaite toujours partir aux États-Unis. La famille décidant de rester au Royaume-Uni, Busby fait ses débuts avec City le 2 novembre 1929, soit 18 mois après la signature de son contrat avec les Sky Blues. Lors de ce match de First Division remporté 3-1 contre Middlesbrough, Busby évolue au poste d'ailier gauche. Il joue 11 matchs au poste d'ailier, lors de cette saison 1929-1930, et marque un total de 5 buts pour les Citizens.
Lors de la saison 1930-1931, l'entraîneur Peter Hodge estime que le talent de Busby serait mieux exploité au milieu de terrain, au poste de milieu droit. À ce poste, Busby se forge une réputation de joueur très intelligent avec une bonne qualité de passes. En 1930, Manchester United tente de recruter Busby mais ne parvient pas à réunir la somme de 150 £ demandée par les rivaux de Manchester City. Lors de la saison 1931-1932, Busby s'installe en tant que titulaire indiscutable dans l'équipe de City et ne rate qu'un seul match. Busby, au même titre que Jackie Bray, pousse même le capitaine du club Jimmy McMullan à occuper une place plus offensive sur le terrain pour conserver sa place de titulaire. Durant les années 1930, City se montre très performant en FA Cup. L'équipe atteint les demi-finales de la compétition en 1932, puis la finale en 1933 et remporte finalement le trophée en 1934.
Matt Busby ne fait qu'une seule apparition officielle avec l'équipe d'Écosse, le 4 octobre 1933, lors d'une défaite 3-2 contre le Pays de Galles en British Home Championship, à Cardiff,.
L'année suivante, il est progressivement délaissé par son entraîneur en 1934-1935, Jack Percival étant très régulier et performant durant cette saison. Après plus de 200 matchs avec City, Busby signe le 12 mars 1936 à Liverpool pour 8 000 £. Il fait ses débuts avec les Reds deux jours après sa signature, le 14 mars, lors d'un déplacement au Huddersfield Town (défaite 1-0). Un mois plus tard, il ouvre son compteur de buts en marquant face au Blackburn Rovers à Ewood Park et permet à son équipe d'accrocher le match nul. Busby récupère rapidement son numéro 4. Il ne rate que peu de matchs lors des trois saisons suivantes. La régularité et les performances de Busby lui permettent de devenir, avec réussite, capitaine des Reds. Aux côtés de Jimmy McDougall et Tom Bradshaw, Busby forme ce qui reste considéré comme le meilleur milieu de terrain que le club ait connu.
Bob Paisley, qui rejoint Liverpool depuis Bishop Auckland en 1939, est pris sous son aile par Busby qui l'aide à s'intégrer et partage l'expérience qu'il a acquise à Anfield. Il s'agit du début d'une grande amitié entre deux des plus grands entraîneurs de l'histoire du football anglais. Il met fin à sa carrière de footballeur lorsque la Seconde Guerre mondiale commence en 1940, malgré quelques apparitions dans divers clubs mais seulement à l'occasion de permissions, puisqu'il est engagé dans le régiment de Liverpool. Ses seules matchs en club durant la guerre ont lieu avec Chelsea ou encore Middlesbrough ou Reading. Avec l'Écosse, Busby joue sept matchs contre l'Angleterre, et ne remporte qu'un seul de ces matchs amicaux. En 1941, il représente également la Scottish Football League XI dans un match inter-ligue alors qu'il joue en tant qu'invité au Hibernian Football Club.

### Busby entraîneur

#### Signature à United
Pendant la Seconde Guerre mondiale, Busby officie en tant qu'entraîneur pour l'armée (Army Physical Training Corps). Cela pousse Liverpool à lui offrir le poste d'assistant de leur entraîneur George Kay. Néanmoins, sa première expérience d'entraîneur donne à Busby une nouvelle vision du football et de la manière dont il doit être jouée ; lorsqu'il découvre que son idée du football ne rejoint pas celle de Liverpool, le président Billy McConnell lui propose tout de même de rejoindre le club en tant qu'entraîneur.
Après que Manchester United eut tenté de signer Busby en 1930, qui joue alors pour Manchester City, Busby entretient de bonnes relations avec Louis Rocca, qui travaille pour United. Leur amitié se développe rapidement puisqu'ils sont tous deux membres du Manchester Catholic Sportsman's Club. Les Red Devils recherchent désespérément un entraîneur pour prendre la suite de Walter Crickmer, après la guerre ; les dirigeants organisent ainsi une réunion en décembre 1944 pour convenir d'un nouvel entraîneur. Ayant connaissance de l'offre proposée par Liverpool, Rocca convainc ses dirigeants de contacter immédiatement Busby et le club envoie finalement une lettre à son régiment. La lettre en question reste très vague et ne fait référence qu'à un simple emploi, pour prévenir toute réaction de Liverpool si elle vient à tomber entre les mains du club.
En février 1945, Busby se présente au Cornbrook Cold Storage, l'une des entreprises du président de United James W. Gibson pour discuter du contenu de la lettre de Rocca. Busby demande alors à être directement impliqué dans les activités du club, à savoir les entraînements, les compositions d'équipe les jours de matchs mais aussi concernant le choix des joueurs à acheter ou à vendre, sans aucune intervention de la part des dirigeants du club,. Il considère qu'ils ne connaissent pas aussi bien le football que lui. Un tel contrôle de l'équipe et du club est inédit en Angleterre, mais le président du club n'est pas en mesure de laisser Busby aux mains des rivaux de Football League. Busby se voit proposer un premier contrat de trois ans mais parvient à sécuriser son emploi et obtenir un contrat de cinq ans avec le club, après avoir expliqué qu'il faudrait au moins cinq ans pour que sa révolution ait un impact sur les résultats du club. Le contrat est signé le même jour, le 19 février mais Busby ne prend ses fonctions que le 1er octobre 1945. Durant cette période, il retourne au Army Physical Training Corps où il découvre l'ancien milieu défensif de West Bromwich Albion Jimmy Murphy. Épaté par ses qualités oratoires, il décide de lui offrir un poste d'adjoint à Manchester United. Il accepte, d'abord verbalement cette offre avant de rejoindre officiellement le club en 1946.

#### Premières saisons au club et Jeux Olympiques avec la Grande-Bretagne
Dès sa première saison, Matt Busby - bien aidé par son adjoint Jimmy Murphy - il permet à Manchester United de terminer vice-champion derrière l'ancien employeur de Busby, Liverpool. Autour de Jimmy Delaney, John Carey et Henry Cockburn, il bâtit une équipe des plus offensives qui parvient rapidement à s'imposer sur tous les terrains du Royaume-Uni. Après plusieurs saisons réussies et une constance impressionnante - le club est vice-champion en 1947, 1948, 1949 et 1951 - Manchester United réussit enfin par remporter le championnat d'Angleterre en 1952. Les Red Devils parviennent entretemps à remporter une FA Cup en 1948. Ces deux trophées majeurs sont les premiers depuis 1911 et sont synonymes de renouveau pour le club qui navigue durant toute l'entre-deux guerres entre la Second Division et la First Division.
En 1948, Busby devient le sélectionneur de l'équipe de Grande-Bretagne pour les Jeux olympiques de la même année. Sa sélection atteint les demi-finales de la compétition mais est éliminée après une défaite face à la Yougoslavie qui termine finalement médaillée d'argent. Avant de composer son équipe pour la petite-finale - ayant pour but d'attribuer la médaille de bronze - Busby propose à son équipe de faire jouer ceux qui n'ont pas participé aux matchs précédents. Cet événement illustre l'esprit d'équipe que Busby met en place durant la compétition. Les 26 joueurs amateurs qui composent la sélection acceptent, à l'unanimité, cette proposition et Busby aligne les habituels remplaçants.
En 1952, après le titre obtenu en First Division, l'équipe commence à montrer quelques faiblesses, ses cadres tels que le capitaine Johnny Carey étant vieillissant. Pour renouveler l'équipe, et malgré la faible expérience d'entraîneur de Busby avant de remettre sur pied le club, il est prévu qu'il dépense d'importantes sommes sur le marché des transferts, pour recruter des joueurs de grande qualité. Finalement, il remplace ses joueurs les plus âgés par de jeunes footballeurs de 16 ou 17 ans,. Il recrute notamment l'arrière droit Bill Foulkes, les milieux de terrain Mark Jones et Jackie Blanchflower, les ailiers Albert Scanlon et David Pegg ainsi que l'attaquant Liam Whelan. La recrue la plus importante de United est Duncan Edwards considéré comme l'un des joueurs les plus talentueux de son époque.
En 1956, après un nouveau titre de United en First Division, Busby se voit offrir un poste d'entraîneur du Real Madrid. Le président actuel du club lui explique même qu'entraîner ce club « revient à entraîner le paradis ». Busby déclare en retour que « Manchester est [son] paradis ».

#### Les Busby Babes et le crash aérien de Munich

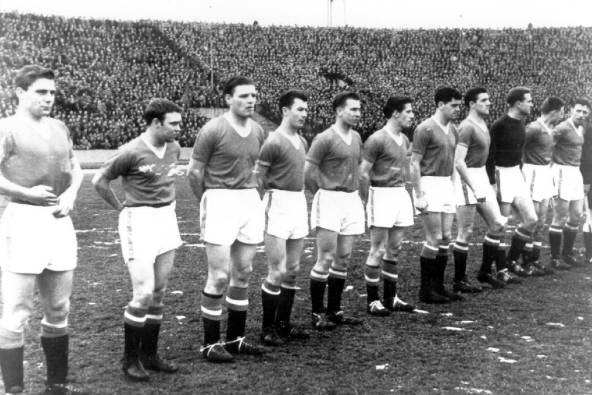
Le dernier match des Bubsy Babes contre l'Étoile rouge de Belgrade.

Durant cette période, l'équipe prend le surnom de Busby Babes en raison du jeune âge des joueurs qui composent l'effectif comme Bobby Charlton ou Duncan Edwards. Le club remporte de nouveau le championnat en 1956 (United reste invaincu en championnat durant toute la saison,) et 1957 et est finaliste de la FA Cup de 1957 perdue contre Aston Villa. La jeune équipe de United est si performante que le club ne recrute que l'attaquant Tommy Taylor ou le gardien Harry Gregg en cinq ans.
Busby et son équipe entament la saison 1957-1958 avec d'importantes ambitions au niveau national et européen. Mais le 6 février 1958 survient le crash aérien de Munich, lors du retour en Angleterre après un match face à Étoile rouge de Belgrade. Au total, 23 personnes meurent lors de l'accident dont sept joueurs le jour même ; Duncan Edwards meurt à l'hôpital des suites de ses blessures, deux semaines seulement après la tragédie. D'autres sont gravement blessés et incapables de rejouer au football, même plusieurs années après l'accident.
Busby souffre, quant à lui, de nombreuses blessures et reçoit à deux reprises l'onction des malades. Il parvient finalement à guérir de ses blessures et sort de l'hôpital après 9 semaines. Jusque trois semaines après le crash, il n'est pas au courant de l'importance de la tragédie, les docteurs pensant qu'il est encore trop faible pour connaître la vérité. Fin février, alors que Busby est encore à l'hôpital, il demande à un moine Franciscain des nouvelles de Duncan Edwards. Ne sachant pas que les médecins tentent encore de cacher la vérité à l'entraîneur de United, le moine se sent obligé de lui dire la vérité et lui explique donc qu'il est mort, peu de temps avant. Sa femme Jean lui donne, peu de temps après, le bilan humain du crash.
Matt Busby explique rapidement à sa femme qu'il ne pense pas continuer son métier d'entraîneur, puisqu'il se sent coupable de l'accident. Busby va à l'encontre de la volonté de la Football League et appuie la participation de Manchester United en Coupe d'Europe. Sa femme Jean l'invite à poursuivre ses fonctions en l'honneur des joueurs morts dans l'accident. Il doit, par ailleurs, faire face à la tourmente de Johnny Berry (dont les blessures mettent fin à sa carrière) qui se plaint que Tommy Taylor, son ami, ne lui rende pas visite à l'hôpital. Il ignore alors que Taylor a été tué dans le crash, puisque Busby a été invité à ne pas communiquer de nouvelles à Johnny Berry, qui est alors en très mauvaise santé.
Entre-temps, l'équipe est dirigée par Jimmy Murphy, qui a évité le crash puisqu'il est responsable de l'équipe du pays de Galles au moment de l'accident. Busby est présent lors de la finale de FA Cup perdue par son équipe - totalement remaniée - contre Bolton Wanderers à Wembley. Busby met fin à sa saison après ce match.
Avant le crash en février 1958, Busby est nommé à la tête de la sélection écossaise pour la coupe du monde 1958 en Suède. C'est finalement Dawson Walker qui occupe le poste durant la compétition. Après avoir soigné ses blessures, Busby dirige l'équipe en fin d'année lors de deux matchs face au Pays de Galles et à l'Irlande du Nord. Cette aventure prend fin quelques mois après, peu après la première sélection de Denis Law, qu'il souhaite fortement faire venir à United. Il démissionne finalement de son poste de sélectionneur en décembre 1958.
Après le crash, Busby construit une nouvelle équipe autour des survivants de Munich : Harry Gregg, Bobby Charlton et Bill Foulkes. Il recrute de nombreux joueurs d'autres clubs comme David Herd, Albert Quixall ou Denis Law. L'attaquant nord-irlandais George Best est détecté par Bob Bishop et signe peu après à United.
Busby réussit parfaitement à reconstruire United et dirige son équipe vers la victoire en FA Cup en 1963 après une victoire 3-1 contre Leicester City. Le club joue les compétitions européennes en 1965 et 1967, et termine même vice-champion d'Angleterre lors de la saison 1968-1969, juste derrière le rival Manchester City.

#### Sacre européen et retraite

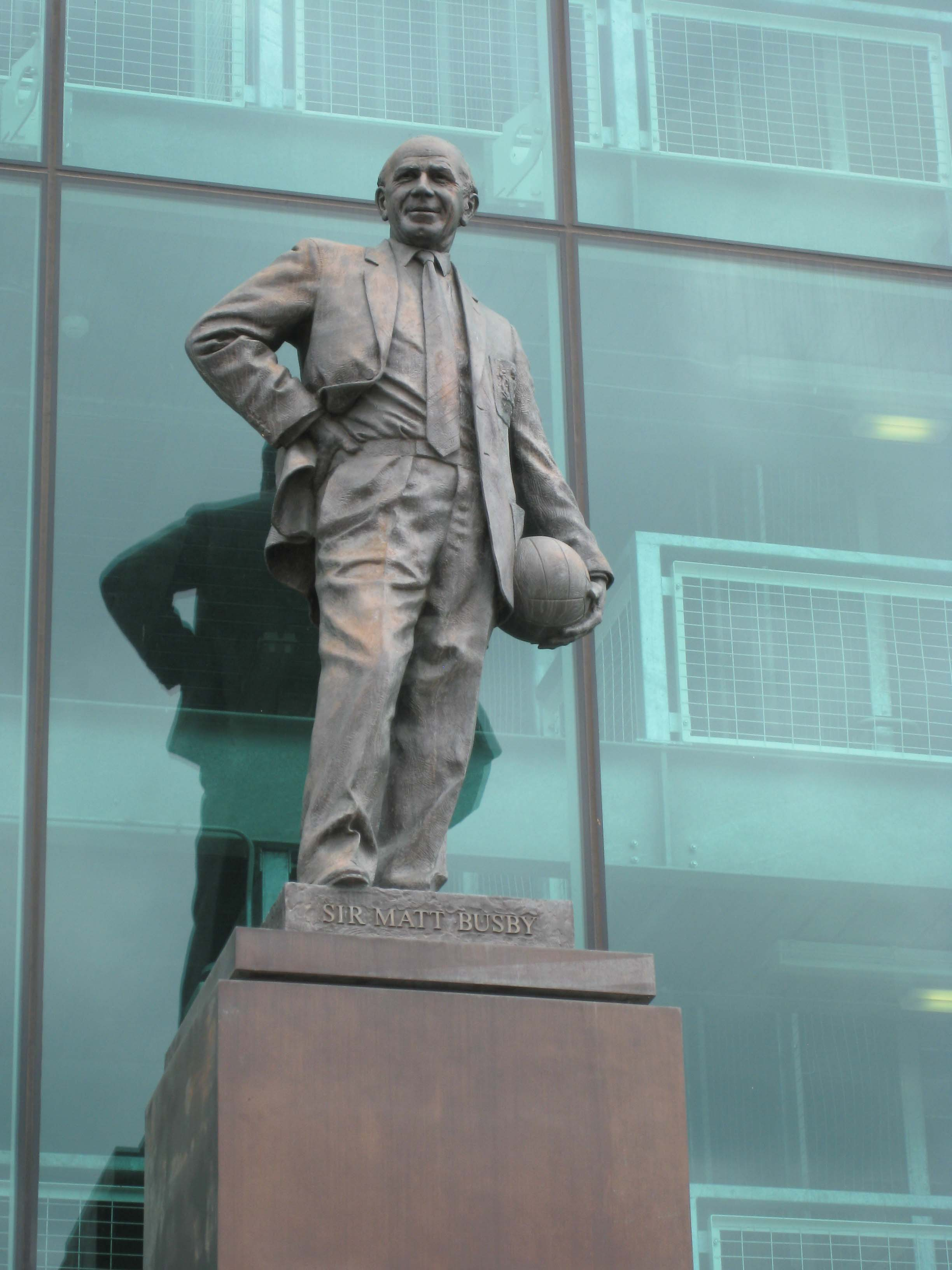
Statue de Matt Busby à Old Trafford.

Le plus grand succès de la carrière de Matt Busby intervient le 29 mai 1968 lorsque son équipe remporte la coupe d'Europe des clubs champions. Son équipe remporte la finale de la compétition après une victoire 4-1 contre le Benfica Lisbonne. MU devient le premier club anglais à remporter la compétition. À la fin de la saison 1968-1969, il quitte ses fonctions de manager du club, après avoir annoncé sa décision le 14 janvier 1969,,. Wilf McGuinness prend la suite de Busby mais ce dernier reste toutefois au sein de la direction du club,. Lorsque l'ancien joueur du club et nouvel entraîneur McGuinness est limogé, Busby revient brièvement à son poste d'entraîneur, même s'il n'est question que d'un retour provisoire à la tête de l'équipe. En juin 1971, Frank O'Farrell remplace Busby, après qu'United eut approché Jock Stein et Don Revie.
Il reste au club pendant près de 11 ans en tant que directeur technique et devient président du club en 1980 et 1983.

### Fin de vie et mort
Matt Busby est victime d'une crise cardiaque en juillet 1980, à l'âge de 71 ans et ne recouvre que partiellement sa santé. Peu après, on diagnostique chez sa femme Jean  la maladie d'Alzheimer. Elle meurt à l'âge de 80 ans, en 1988, après 58 ans de mariage avec Busby.
Un hommage est rendu à Busby en août 1991, à Old Trafford. Lors de ce match, une équipe de Manchester composée notamment de nouvelles stars de comme Mark Hughes ou Steve Bruce affronte la république d'Irlande. La rencontre se solde par un nul 1-1.
Busby meurt d'un cancer à l'âge de 84 ans, en janvier 1994 au The Alexandra Hospital à Cheadle, dans le Greater Manchester,. Il est enterré au Southern Cemetery de Manchester, aux côtés de sa femme Jean. Deux jours après la mort de Busby, une minute de silence est observée lors du match à domicile de Manchester face à Everton. United réussit le doublé lors de cette saison puisque le club remporte la FA Cup et la Premier League.
En 1999, année au cours de laquelle Busby aurait eu 90 ans, Manchester United remporte la Ligue des champions. En 2008, United remporte également la Ligue des Champions, 50 ans après la tragédie de Munich et 40 seulement après la victoire des hommes de Busby dans la compétition. Le jour du 100e anniversaire de Busby, les Red Devils jouent la finale de Ligue des Champions remportée par le FC Barcelone en 2009.
Le nom de Busby est utilisé pour nommer le centre sportif (Sir Matt Busby Sports Complex) de Bellshill qui ouvre en 1995.

### Représentations au cinéma et à la télévision ou dans la chanson
Matt Busby est cité dans la chanson Dig It, des Beatles, morceau qui fait office d'introduction à Let It Be, sur l'album du même nom. Le nom de Busby, parmi d'autres personnalités telles que le bluesman B. B. King ou la chanteuse et actrice Doris Day, est prononcé à 38 s par John Lennon.
Busby est interprété par l'acteur Dougray Scott dans le téléfilm United qui retrace les succès des Busby Babes et le drame du crash de Munich, ainsi que la reconstruction de l'équipe par Jimmy Murphy lorsque Busby se remet de ses blessures. Le fils de Matt Busby déclare à la BBC News qu'il est « dégoûté » par le film. Il met en avant le fait que le personnage de Busby, qui est le premier entraîneur ayant porté des survêtements en Angleterre, n'est jamais représenté avec ce fameux survêtement, mais plutôt avec un manteau en feutre.
Brian Cox incarne un Busby plus âgé (et Charlie Cooke un Busby plus jeune pour les scènes de 1958) dans le film Believe sorti en 2013. L'action se déroule en 1984, quand Busby reprend une équipe de jeunes jouant une coupe locale.

## Statistiques

### En club
| Saison                | Club                  | Championnat           | Championnat | Championnat | Coupe(s) nationale(s) | Coupe(s) nationale(s) | Charity Shield | Charity Shield | Total | Total |
| Saison                | Club                  | Division              | M.          | B.          | M.                    | B.                    | M.             | B.             | M.    | B.    |
| 1928-1929             | Manchester City       | First Division        | -           | -           | -                     | -                     | -              | -              | 0     | 0     |
| 1929-1930             | Manchester City       | First Division        | 11          | 3           | 1                     | 2                     | -              | -              | 12    | 5     |
| 1930-1931             | Manchester City       | First Division        | 20          | 0           | 1                     | 0                     | -              | -              | 21    | 0     |
| 1931-1932             | Manchester City       | First Division        | 41          | 1           | 5                     | 0                     | -              | -              | 46    | 1     |
| 1932-1933             | Manchester City       | First Division        | 39          | 1           | 7                     | 1                     | -              | -              | 46    | 2     |
| 1933-1934             | Manchester City       | First Division        | 39          | 4           | 8                     | 0                     | -              | -              | 47    | 4     |
| 1934-1935             | Manchester City       | First Division        | 35          | 1           | 1                     | 0                     | 1              | 0              | 37    | 1     |
| 1935-1936             | Manchester City       | First Division        | 19          | 1           | 1                     | 0                     | -              | -              | 20    | 1     |
| Sous-total            | Sous-total            | Sous-total            | 204         | 11          | 24                    | 3                     | 1              | 0              | 229   | 14    |
| 1935-1936             | Liverpool             | First Division        | 11          | 1           | -                     | -                     | -              | -              | 11    | 1     |
| 1936-1937             | Liverpool             | First Division        | 29          | 1           | 1                     | 0                     | -              | -              | 30    | 1     |
| 1937-1938             | Liverpool             | First Division        | 33          | 0           | 3                     | 0                     | -              | -              | 36    | 0     |
| 1938-1939             | Liverpool             | First Division        | 42          | 1           | 3                     | 0                     | -              | -              | 45    | 1     |
| Sous-total            | Sous-total            | Sous-total            | 115         | 3           | 7                     | 0                     | -              | -              | 122   | 3     |
| Total sur la carrière | Total sur la carrière | Total sur la carrière | 319         | 14          | 31                    | 3                     | 1              | 0              | 351   | 17    |

### En tant qu'entraîneur
| Club / équipe               | du               | au            | Statistiques | Statistiques | Statistiques | Statistiques | Statistiques | Statistiques | Statistiques |
| Club / équipe               | du               | au            | M.           | V.           | N.           | D.           | BP.          | BC.          | %V.          |
| --------------------------- | ---------------- | ------------- | ------------ | ------------ | ------------ | ------------ | ------------ | ------------ | ------------ |
| Manchester United           | 1er octobre 1945 | 4 juin 1969   | 1120         | 565          | 263          | 292          | 2286         | 1586         | 50,45        |
| Grande-Bretagne             | juillet 1948     | août 1948     | 4            | 2            | 0            | 2            | 9            | 11           | 50,00        |
| Équipe d'Écosse de football | septembre 1958   | décembre 1958 | 6            | 1            | 2            | 3            | 7            | 12           | 16,67        |
| Manchester United           | 29 décembre 1970 | 8 juin 1971   | 21           | 11           | 3            | 7            | 38           | 30           | 52,38        |
| Total                       | Total            | Total         | 1151         | 579          | 268          | 304          | 2340         | 1589         | 50,30        |

## Palmarès

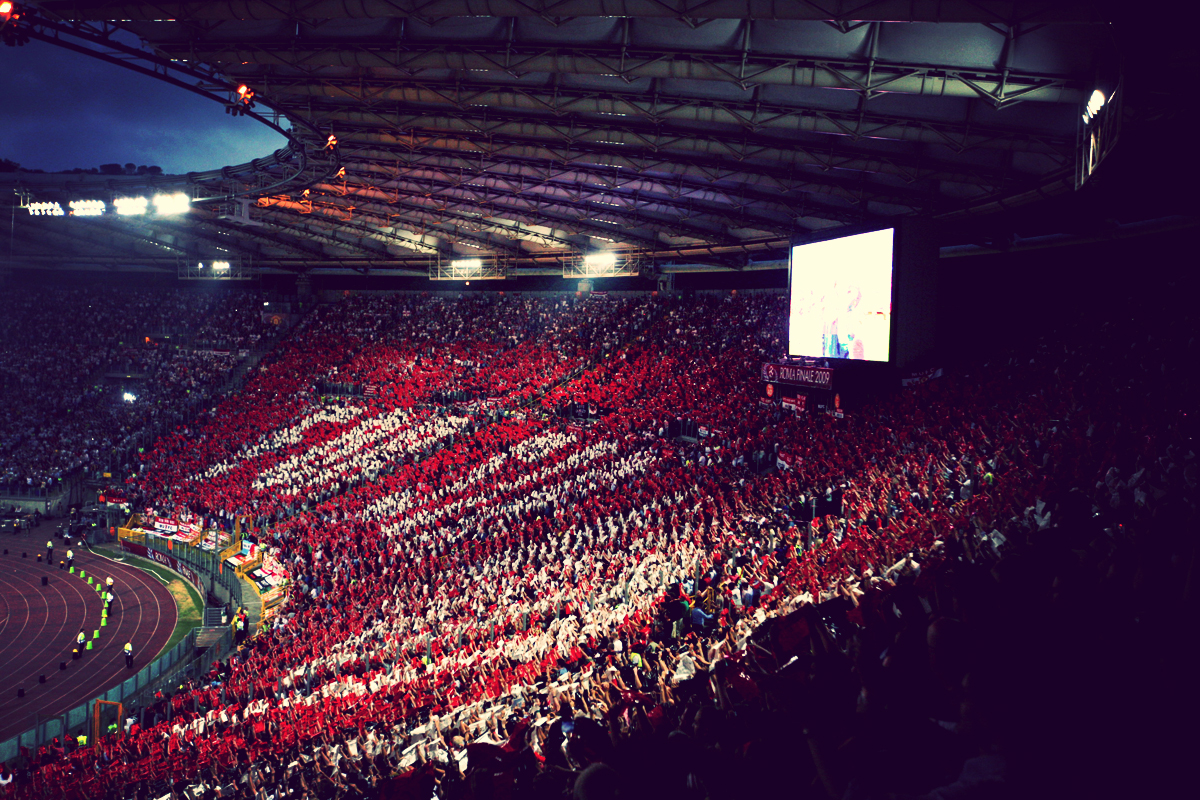
Les supporters de Manchester United rendent hommage à Matt Busby avec le message For Sir Matt avant la finale de Ligue des Champions 2009 face au FC Barcelone.

### En tant que joueur
Avec Manchester City, Matt Busby remporte la FA Cup lors de la saison 1933-1934.

### En tant qu'entraîneur
Avec le club de Manchester United, Matt Busby remporte cinq titres de champion de First Division en 1952, 1956, 1957, 1965 et 1967 dont deux d'affilée en 1955-1956 et 1956-1957. Il gagne deux FA Cup, en 1948 et 1963 et remporte à cinq reprises le Charity Shield, en 1952, 1956, 1957, 1965 (partagé) et 1967 (partagé). Enfin, il dirige l'équipe victorieuse en Coupe des clubs champions européens lors de la saison 1968.
À titre personnel, il obtient le PFA Merit Award en 1980 et entre au English Football Hall of Fame (entraîneurs) en 2002 puis au European Hall of Fame (entraîneurs) en 2008.

## Entrée dans les ordres
Il est fait commandeur de l'Ordre de l'Empire britannique (CBE) en 1958, puis chevalier après sa victoire européenne en 1968. En 1972 il est fait chevalier commandeur de l'Ordre de Saint-Grégoire-le-Grand (KCSG).